# Giuseppe d'Havet
Giuseppe d'Havet (Firenze, 1861 – Roma, 31 luglio 1929) è stato un generale italiano, particolarmente distintosi nel corso della Grande Guerra al comando del genio militare del V Corpo d'armata. Insignito della Croce di Cavaliere dell'Ordine militare di Savoia.

## Biografia
Nacque a Firenze nel 1861, figlio del marchese Giovanni Battista dei nobili di Firenze e Agata Burelli. Arruolatosi nel Regio Esercito, divenne sottotenente dell'arma del genio nel 1881, e promosso tenente prestò servizio presso il comando artiglieria e genio di Bologna. Fu poi trasferito in servizio presso il Ministero della Marina assegnato alla direzione straordinario genio (marina), dove rimase al luglio 1892 quando fu trasferito al 3º Reggimento genio zappatori.
Nel 1907, promosso maggiore, prestava servizio presso l'Ispettorato delle truppe del Genio a Roma, allora diretto dal maggior generale Giuseppe Messina.
Nel 1908 partecipò, al comando di un gruppo, alle operazioni di soccorso alle popolazioni colpite dal terremoto calabro-siculo, operando a Palmi. Colonnello nel 1915, all'entrata in guerra del Regno d'Italia, avvenuta il 24 maggio dello stesso anno, era al comando del 2º Reggimento genio zappatori. Promosso generale di brigata  dal 22 maggio 1916 al 5 dicembre 1918 gli fu affidato il comando del Genio V Corpo d'armata. Dopo la fine della guerra comandò il genio del Corpo d'armata di Bologna e poi fu capo del reparto costruzioni del genio. Insignito della croce di Cavaliere dell'Ordine militare di Savoia, divenne generale di divisione nel 1923, e nominato direttore superiore delle costruzioni del genio andò in posizione ausiliaria il 1º gennaio 1926. In quella stessa data entrò a far parte del Consiglio superiore dei Lavori pubblici.
Nel 1928 venne posto definitivamente in congedo assoluto, e decedette a Roma il 31 luglio 1929. A lui è intitolata la prima galleria della strada che porta al Monte Pasubio, denominata anche la strada degli Eroi. Anche una manifestazione competitiva, denominata Trans D'Havet, un trail in montagna di 80 km con 5.500 m di dislivello da Piovene Rocchette a Valdagno porta il suo nome.

### Fonti
1. 1 2 3 4 5  Noi Alpini.
2. ↑   Bollettino ufficiale delle nomine, promozioni e destinazioni negli ufficiali e sottufficiali del R. esercito italiano e nel personale dell'amministrazione militare, 1895,  p. 637. URL consultato il 12 marzo 2021.
3. ↑  Gazzetta Ufficiale del Regno d'Italia n.221 del 21 settembre 1892, p.3760.
4. ↑   Annuario militare del Regno d'Italia, 1907,  p. 537. URL consultato il 12 marzo 2021.
5. ↑  Borgatti 1930, p. 1530.
6. ↑  Gazzetta Ufficiale del Regno d'Italia n.48 del 25 febbraio 1915, p.1122.
7. 1 2   Bollettino ufficiale delle nomine, promozioni e destinazioni negli ufficiali e sottufficiali del R. esercito italiano e nel personale dell'amministrazione militare, 1926,  p. 433. URL consultato il 12 marzo 2021.
8. ↑   Ordine militare d'Italia D'Havet, Giuseppe, su quirinale.it, Quirinale. URL consultato l'11 febbraio 2023.
9. ↑  Gazzetta Ufficiale del Regno d'Italia n.131 (straordinario) del 5 giugno 1910, pag.2788.